# Neerschieten Amerikaanse EC-121 in 1969

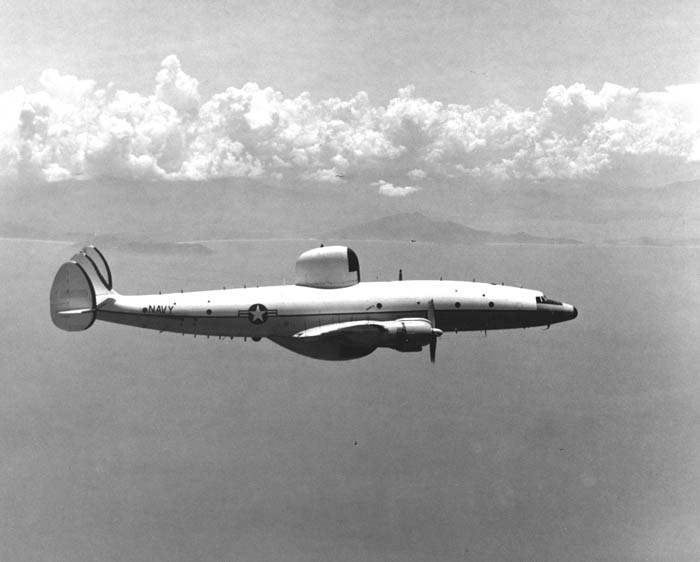
Lockheed EC-121 Warning Star

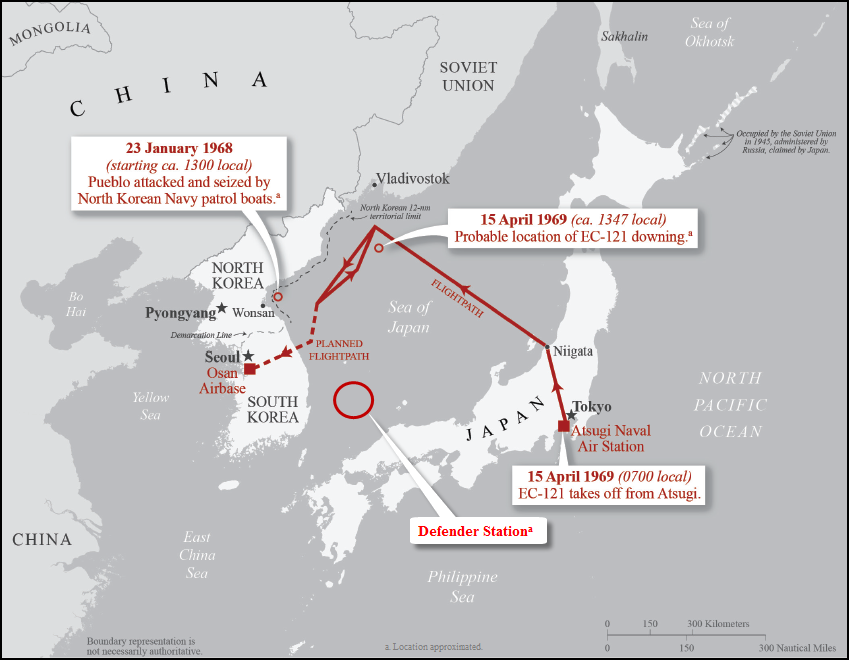
Kaart met vluchtplan EC-121M

Op 15 april 1969 werd een Amerikaanse EC-121 neergeschoten voor de kust van Noord-Korea. Het was een Lockheed EC-121M Warning Star van de Amerikaanse marine die een verkenningsmissie uitvoerde en het toestel werd neergeschoten door Noord-Koreaanse MiG-21 gevechtsvliegtuigen. Het toestel vloog boven de Japanse Zee en stortte op zo’n 167 kilometer ten oosten van de Noord-Koreaanse kust neer. Hierbij kwamen alle 31 Amerikanen, 30 matrozen en 1 marinier, om het leven. Dit was het grootste verlies van Amerikaanse vliegtuigbemanningen tijdens de Koude Oorlog.
Het vliegtuig was de militaire versie van de Lockheed Super Constellation en was uitgerust met een rompradar. De belangrijkste taak was elektronische informatie te verzamelen en te waarschuwen voor vijandelijke activiteiten.
De Amerikaanse regering van president Nixon nam geen represailles op Noord-Korea. Wel werden diverse marineschepen naar de kust van Noord-Korea gedirigeerd, waaronder vliegdekschepen, maar deze werden een paar dagen later al weer teruggetrokken. De Verenigde Staten hervatte de verkenningsvluchten binnen een week na het incident om aan te geven dat het niet zou zwichten voor intimidatie en agressieve acties van Noord-Korea.

## De vlucht
In de Koude Oorlog voerden Amerikaanse vliegtuigen verkenningsvluchten uit om inlichtingen te verzamelen over en communicatie tussen Sovjetbloklanden. De vliegtuigen bleven buiten de luchtruimen van de landen die op deze wijze verkend werden.
Op dinsdag 15 april 1969 om 07:00 lokale tijd vertrok een EC-121M van een basis in Atsugi aan de Japanse westkust voor een verkenningsmissie. Aan boord waren acht officieren en 23 manschappen onder bevel van LCDR James Overstreet. De vlucht voerde naar het westen, over de Japanse Zee, maar het zou ver voor de Noord-Koreaanse kust naar het zuiden afbuigen om te landen op een vliegbasis bij Osan in Zuid-Korea. De EC-121M moest minstens 50 zeemijl, zo'n 90 kilometer, van de Noord-Koreaanse kust wegblijven. Het werd gezien als een routinevlucht en problemen werden niet verwacht want er waren al zeer veel vergelijkbare missies geweest zonder incidenten. Volgens het vluchtplan had de vlucht een duur van 8 uur en 30 minuten. 
Het toestel werd waargenomen door Noord-Korea. Om 13:30 lokale tijd stegen twee MiG-21's van de Noord-Koreaanse luchtmacht op vanaf basis in het oosten van het land. De MiG's naderden met hoge snelheid. Dit werd door de Amerikanen als verontrustend ervaren en ze stuurden een waarschuwing naar het vliegtuig over een mogelijke aanval, maar het is niet met zekerheid te zeggen of dit bericht LCDR Overstreet heeft bereikt. De MiG's waren bewapend met boordkanonnen en raketten terwijl de EC-121 ongewapend was. Om 13:44 gaven de radarbeelden aan dat het Koreaanse en Amerikaanse toestel elkaar dicht waren genaderd en twee minuten later verdween de EC-121M van het radarbeeld. Pogingen om met de EC-121M in contact te komen mislukten en het werd steeds duidelijker dat de MiG's het vliegtuig hadden aangevallen en neergeschoten.

### Tijdlijn
De tijdlijn wordt gegeven in ZULU tijd.
Dinsdag 15 april
22:00Z: vertrek EC-121M met 31 man aan boord van vliegbasis Atsugi (Japan) om 07:00 uur lokale tijd;
01:05Z: vliegtuig op 150 zeemijl ten zuidoosten van Vladivostok opgepikt door Sovjet radar;
04:00Z: laatste contact met vliegtuig, radiocontact op het hele uur is onderdeel van de standaardprocedure. Vliegtuig is op vastgestelde route;
04:20Z: twee Noord-Koreaanse MiG-21's stijgen op van basis bij Hamhŭng en nemen – zoals later is gebleken – de kortste route naar de EC-121M
04:37Z: uit radarbeelden blijkt dat de MiG's de EC-121M op zo’n 50-55 zeemijl zijn genaderd. EC-121M verlegd koers naar oosten om afstand tot kust en MiG's te vergroten;
04:40Z: een MiG-21 bij EC-121M aangekomen, de andere blijft op afstand;
04:40Z: radarbeelden van MIG-21 en EC-121M versmelten tot een punt op radar. Dit gebeurde op zo’n 80 zeemijl ten oosten van de Noord-Koreaanse kust;
04:47Z: waarschijnlijke tijd dat EC-121M wordt neergeschoten, dit is 13:47 lokale tijd;
04:51Z: EC-121M van radar verdwenen;
05:04Z: twee Convair F-102 Delta Dagger straaljagers stijgen op van Osan vliegbasis om EC-121M te zoeken en eventueel te helpen als MiG's een dreiging vormen. Het bevel hiertoe was om 04:45Z gegeven;
05:44Z: na diverse pogingen om te communiceren met de EC-121M wordt het eerste bericht van mogelijk het incident naar legerleiding en het Witte Huis gestuurd;
06:30Z: verwachte aankomsttijd van EC-121M op basis Osan;
06:44Z: Hercules C130 toestel opgestegen van basis bij Tokio, begeleid door Convair F-106 Delta Dart toestellen, om naar gebied te gaan en te zoeken naar overlevenden. Komt daar aan bij het vallen van de avond;
06:55Z: bericht op Noord-Koreaanse radio (Foreign Broadcast Information Service) over neerschieten vliegtuig om 04:50Z die Noord-Koreaanse luchtruim was binnengevlogen;
08:00Z: herhaling bericht met toevoegingen over “briljant achievement” door de Noord-Koreaanse luchtmacht dat “with one stroke at high altitude” een verkenningsvliegtuig van de “US imperialist aggressor troops” was neergehaald.
16 april in de ochtendEen overvliegende Navy P3 patrouillevliegtuig ziet brokstukken op twee zeemijl van de plaats waar de EC-121M is neergeschoten.
17 april in de ochtendTwee lichamen gezien en Sovjet schepen in de directe nabijheid bergen de lichamen.
18 aprilUSS Tucker neemt geborgen lichamen en wrakstukken over de Sovjet torpedobootjager Vodokhnovenny (DD429) en vaart naar marinebasis Sasebo in Japan.
19 april20:36Z: einde zoektocht naar mogelijk overlevenden of slachtoffers.

## Gevolgen
Onmiddellijk na de aanval verhoogde de Noord-Koreaanse troepen hun staat van paraatheid. Hun media brachten hun versie van de gebeurtenissen twee uur na het incident uit. Het Amerikaanse toestel werd beschreven als een "vliegtuig van het Amerikaanse imperialistische agressorleger", die "diep in de territoriale lucht was binnengedrongen" en daarom werd neergeschoten.
De Amerikanen reageerden aanvankelijk afwachtend, in dit soort gevallen was het immers standaardprocedure om onder de radardekking te dalen. Verder had Overstreet geen melding gemaakt van een aanval. Toen het toestel echter na tien minuten nog niet op de radarbeelden was verschenen, stegen twee Amerikaanse straaljagers op om de situatie te onderzoeken. Toen duidelijk werd dat de EC-121M was neergestort, werd de hogere legerleiding en president Nixon en de nationale veiligheidsadviseur Henry Kissinger geïnformeerd. Een zoektocht naar mogelijk overlevende werd gestart.
De Sovjet-Unie bood hulp en stuurde twee torpedobootjagers naar de Japanse Zee. Hun aanwezigheid onderstreepte de afkeuring van Moskou over de aanval op de EC-121M. Zij borgen diverse brokstukken van het toestel en de lichamen van twee bemanningsleden. Deze werden op zee overgebracht naar de Amerikaanse USS Tucker die het voor onderzoek naar Japan bracht.
De Verenigde Staten stuurde Task Force 71 (TF-71) naar de regio om toekomstige vluchten boven die internationale wateren te beschermen. TF-71 bestond uit diverse vliegdekschepen met een scherm van kruisers en torpedobootjagers waaronder ook het slagschip New Jersey. Dit was de grootste inzet van Amerikaanse marineschepen in dit gebied sinds de Koreaanse Oorlog. Deze schepen waren al aanwezig in Zuidoost-Azië. De New Jersey arriveerde bij Korea op 22 april, maar vertrok reeds weer na vier dagen omdat de Amerikanen hadden besloten geen vergeldingsacties te nemen.
Diverse opties om Noord-Korea aan te vallen werden besproken waarbij zelfs de inzet van kleine kernbommen werd overwogen. Uiteindelijk is er geen aanval gekomen mede door een gebrek aan informatie over de locatie en beschikbaarheid van Amerikaanse en Noord-Koreaanse troepen. Nixon en Kissinger schaamden zich voor de uitkomst van de gebeurtenis, waarbij Kissinger onthulde dat "ons optreden tijdens de EC-121-crisis zwak, besluiteloos en ongeorganiseerd was". Nixon gaf wel het bevel de luchtverkenningsvluchten te hervatten.